# Il tempo della verità
Il tempo della verità (2012) è un racconto di Glenn Cooper della serie su La biblioteca dei morti. Segue Il libro delle anime e precede I custodi della biblioteca, ma spesso si parla di "trilogia" e non "tetralogia", indicando quindi solo i libri senza il racconto.

## Trama
È il 2020, Will Piper e la giovane moglie Nancy alcuni anni prima avevano reso pubblica l'esistenza della Biblioteca dei morti (migliaia di volumi contenenti dal Medioevo fino al 2027 le date di morte degli abitanti della Terra). Will è stato prepensionato e vive su una barca nel Golfo del Messico, Nancy invece continua a lavorare per l'FBI a Washington; forse è proprio la lontananza a far sopravvivere il loro rapporto.
I due si troveranno schierati l'uno contro l'altra quando il figlio di un candidato alla Casa Bianca viene ucciso: Nancy è certa della colpevolezza del capo della sicurezza privata del probabile futuro presidente, Will invece è certo del contrario perché il presunto assassino è un vecchio collega ed amico.

## Edizioni
- Glenn Cooper, Il tempo della verità, Nord, 2012, ISBN 978-88-429-2234-6.